# Real e Venerável Irmandade do Santíssimo Sacramento de Mafra
A Real e Venerável Irmandade do Santíssimo Sacramento de Mafra (RVISSM) MMSI é uma associação pública de fiéis católicos, canonicamente estabelecida na Real Basílica de Nossa Senhora e de Santo António de Mafra, inscrita na Lista UNESCO do Património Mundial da Humanidade, como parte do Bem Cultural designado por Real Edifício de Mafra.
Tem, entre outras atribuições, a missão de promover a Festa do Corpo de Deus e a respectiva procissão, e ainda a de efectuar as 4 tradicionais procissões da Quaresma da vila de Mafra: a Procissão do Senhor Jesus dos Passos de Mafra; a Procissão de Penitência da Ordem Terceira de São Francisco (dita dos Terceiros); a Procissão das Sete Dores de Nossa Senhora (dita da Burrinha); e a Procissão do Enterro do Senhor. 
O conjunto de imagens de vestir custodiado por esta Irmandade é o maior existente em Portugal, imagens essas que, na sua maioria, continuam a processionar nas funções religiosas organizadas pela RVISSM.
É, presentemente, a instituição mais antiga do concelho de Mafra ainda existente, depois das várias paróquias dispersas pelo território do concelho (com excepção das paróquias da Malveira e Venda do Pinheiro, de criação mais recente). 
É uma instituição católica de tendência tradicionalista. Em 4 de Novembro de 2017 promoveu a visita a Mafra do Cardeal conservador Raymond Leo Burke, conhecido por ser um opositor ao Papa Francisco e apoiante de Donald Trump, por ocasião de uma vinda do mesmo a Portugal, que gerou críticas entre o clero nacional, nomeadamente de D. Manuel Linda, à data Bispo das Forças Armadas.

## História

### A Colegiada de Santo André da Vila de Mafra e instituição da Irmandade do Santíssimo Sacramento

Vista panorâmica da Igreja de Santo André de Mafra, antiga Colegiada e antiga sede da Irmandade, c. 1900.

A Real e Venerável Irmandade do Santíssimo Sacramento de Mafra tem as suas origens sepultadas num passado indocumentado, não existindo, no seu arquivo, documentação anterior a 1725. É desconhecida a data exacta da sua instituição. Presume-se que a sua “antiquissima” fundação remonte ao último quartel do século XVI, circunstância confirmada por um documento proveniente do arquivo da então antiga e nobre Colegiada de Santo André de Mafra, no qual, por verba testamentária de Jorge Rodrigues, foi dada ordem para que se:
“faça dar a Comfraria do Samto Sacramento os mil e cem reaes que estavão depositados pera o que levasse mandado pera ler o que se pasa nesta verba ao cartoreo da igreja”. 
A citada verba foi inscrita em 14 de Março de 1597, o que faz deste documento a mais antiga referência à então confraria, que mantinha as suas dependências e Casa do Cabido num anexo da Igreja de Santo André, pelo lado do Evangelho. Estas dependências existiram até aos últimos anos do século XIX, tendo, provavelmente, desaparecido definitivamente no decurso das demolições iniciadas em 1904. A ausência de documentação anterior ao primeiro compromisso da Irmandade poderá ser justificada com um facto relatado no diário de Francisco Militão Pereira, sacristão da Real Basílica de Nossa Senhora e de Santo António de Mafra, que, em 12 de Março de 1860, registou a seguinte nota: 
“Vieram de Lisboa dois sujeitos no omnibus … , e hoje pelas 7 horas da manhã foram à Egreja com o Prior abrir-se o archivo e tomaram conta de todos os papeis que pertenciam a Collegiada e passaram recibo ao Prior.”.  
A transferência da documentação da Colegiada de Santo André para o Arquivo Nacional da Torre do Tombo, onde com forte probabilidade se encontrariam os fundos documentais da Confraria do Santíssimo Sacramento, terá sido efectuada no âmbito do artigo primeiro do decreto de 2 de Outubro de 1862, pelo qual os arquivos e cartórios de todas as igrejas e corporações religiosas deveriam ser transferidos para o Arquivo Nacional da Torre do Tombo. Presume-se que, por esse motivo, não exista documentação anterior à data do compromisso no arquivo da Irmandade, facto confirmado pela inexistência de documentação paroquial anterior ao século XVIII. 
Alguns anos mais tarde, em 1871, o mesmo sacristão volta a registar no seu diário:
“Novembro 23 - O Prior mandou fazer arranjos na Egreja da Villa, mandou vender a pezo os livros de coro da Colegiada”.
Não obstante a ausência de documentos que nos permitam estabelecer uma data aproximada da instituição da confraria, o remanescente permite aceitar, de forma inequívoca, que se trata da mais antiga instituição que actualmente existe na vila de Mafra, sendo por esse motivo considerada um dos mais importantes repositórios da memória histórica do concelho.

### O lançamento da primeira pedra do Real Edifício e o compromisso de 1725

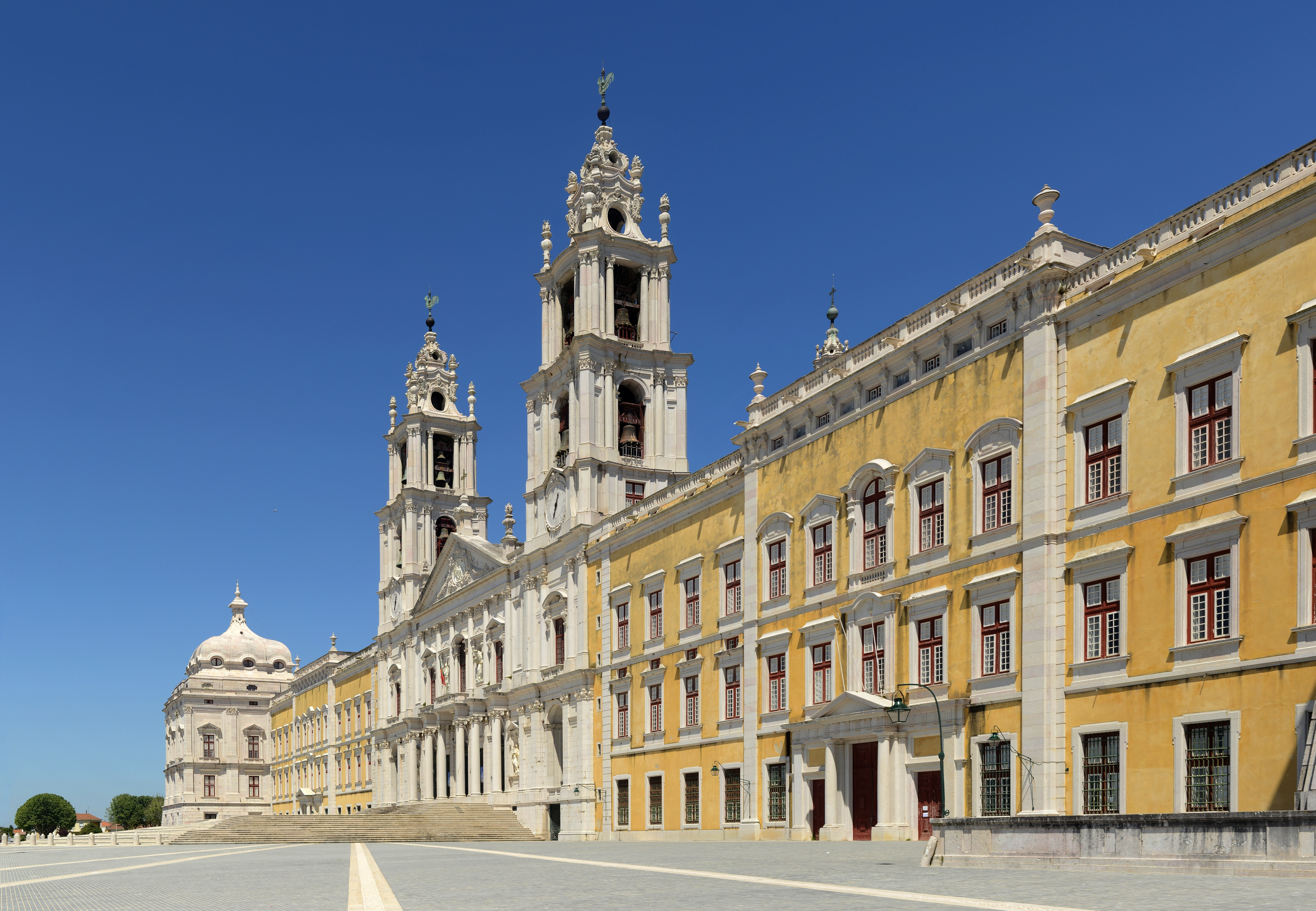
A fachada principal do Real Edifício de Mafra, que serve de sede à RVISSM.

Aquando da decisão tomada pelo “Magnanimo e religioso Monarcha Rei de Portugal o Senhor Dom João Quinto de Gloriosa Memoria”, de iniciar as reais obras no Alto da Vela, a nascente da vila de Mafra, foi designado pelo monarca o dia 17 de Novembro de 1717 para o lançamento da primeira pedra no local onde seria edificada a nova igreja. Na manhã do dia determinado, em barraca armada no largo fronteiro ao local onde nasceria o Real Edíficio, o Cardeal-Patriarca de Lisboa, revestido com as vestes pontificais, saiu em procissão para a igreja de madeira que havia sido edificada no local, sendo o cortejo aberto pela cruz processional da freguesia de Santo André de Mafra, que, na actualidade, continua a ser custodiada pela Irmandade.

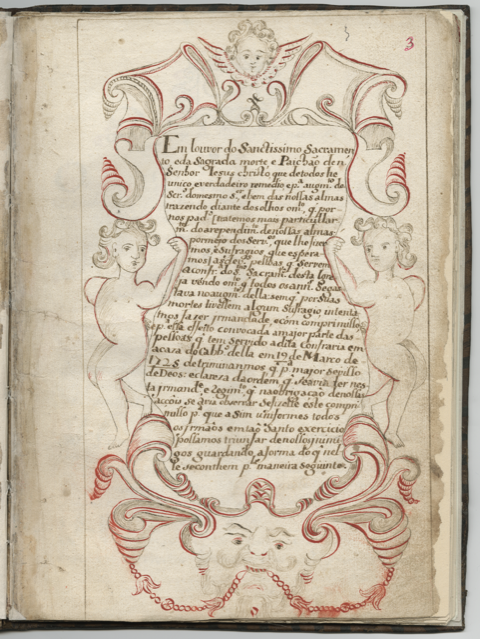
Frontispício dos estatutos da Irmandade, 1725.

Entre os anos 1717 e 1730 terão trabalhado na construção para cima de cinquenta mil operários, muitos dos quais terminaram os seus dias no decorrer das obras. Em consequência da chegada do grande número de operários, artesãos e militares, o já naquele tempo vetusto templo de Mafra terá verificado o aumento de fiéis assistentes na paróquia, que, até então, não ultrapassariam as duas centenas. A testemunhar o referido facto, verificam-se numerosos pedidos de admissão à Irmandade por parte de residentes “no citio da Real Obra”. A então Confraria do Santíssimo Sacramento decerto terá beneficiado deste aumento populacional, assim como do favor do Magnânimo, que, em diversas ocasiões, terá mantido residência na Quinta da Cerca, propriedade da família dos então viscondes de Vila Nova de Cerveira. Todavia, importa referir que, já em 1726, faziam parte da Mesa Administrativa António Baptista Garvo como escrivão, e o capitão-mor de Mafra, Máximo de Carvalho, como secretário da Irmandade, sendo este, simultaneamente, escrivão da receita e despesa da Real Obra. Desconhecem-se as datas de ingresso dos supracitados irmãos, assim como todos os que foram aceites em data anterior a 1725.
Em 19 de Março de 1725, de acordo com o que informa o preâmbulo do compromisso do mesmo ano, os membros da Confraria, reunidos na Casa do Cabido, reconhecendo que anualmente existiam muitas despesas, sem que pelas suas mortes houvesse o benefício de sufrágios pela salvação das suas almas, decidiram passar de confraria a irmandade com compromisso ao qual todos os irmãos ficariam obrigados “para que assim uniformes todos os irmãos em tão santo exercício possamos triunfar de nossos inimigos guardando a forma do que nele se contém”. No dia 19 de Julho do mesmo ano, D. Tomás de Almeida, primeiro Cardeal-Patriarca de Lisboa, por petição dos irmãos, confirmou o compromisso que lhe havia sido apresentado para a Irmandade do Santíssimo Sacramento da Paroquial Igreja de Santo André da Villa de Mafra, que alegavam sujeitar-se ao Cardeal-Patriarca e seus sucessores. Volvidos 292 anos, o 17.º Cardeal-Patriarca de Lisboa, D. Manuel Clemente, concedeu a distinta honra à Irmandade de ser inscrito no número dos seus Irmãos de Honra.

### O contributo da Real Irmandade do Santíssimo Sacramento de Mafra para a história local

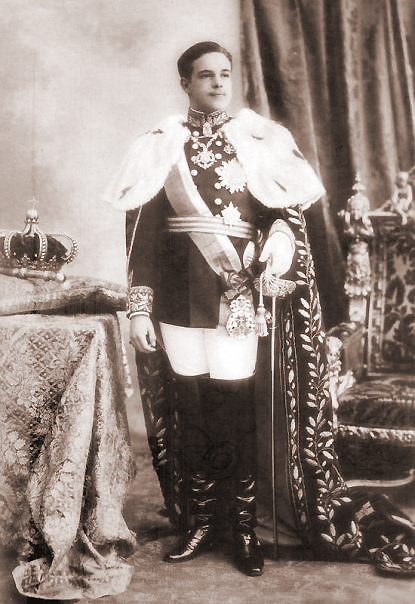
O Rei D. Manuel II, Juiz Honorário e Perpétuo da Irmandade.

Alguma da documentação inédita existente no arquivo da Irmandade do Santíssimo Sacramento permite lançar novos dados sobre diversos personagens que intervieram na construção e gestão do Real Edifício de Mafra, assim como sobre a participação da Irmandade em diversos factos que tiveram lugar na vila. O compromisso de 1725, que regeu os destinos da Irmandade desde a data da sua aprovação até 1913, no seu primeiro artigo, imediatamente ordenava que o Juiz deveria ser pessoa de autoridade e prudência para que os irmãos o “reconheção por cabeça principal desta Irmandade obedecendolhe em tudo o q. por elle lhe for ordenado q. respeite a cauza desta Irmandade”. Por este motivo encontramos inscritos nas Mesas Administrativas um número considerável de capitães-mores de Mafra, assim como outros importantes personagens do enquadramento local, que vieram a ter, ou já teriam, projecção social per si fora do contexto mafrense. Neste sentido destacam-se particularmente D. Tomás Xavier de Lima, décimo terceiro Visconde de Vila Nova de Cerveira e primeiro Marquês de Ponte de Lima, e o Capitão-Mor de Mafra, José Máximo de Carvalho, a quem William Beckford se refere no seu diário, descrevendo a opulência com que foi recebido em sua casa. Os infantes D. Luís, D. João, D. Augusto e D. Fernando, assim como os reis D. Fernando II e D. Pedro V, foram juízes da Irmandade.  O último rei de Portugal, D. Manuel II, foi nomeado juiz honorário e perpétuo a 11 de setembro de 1910.

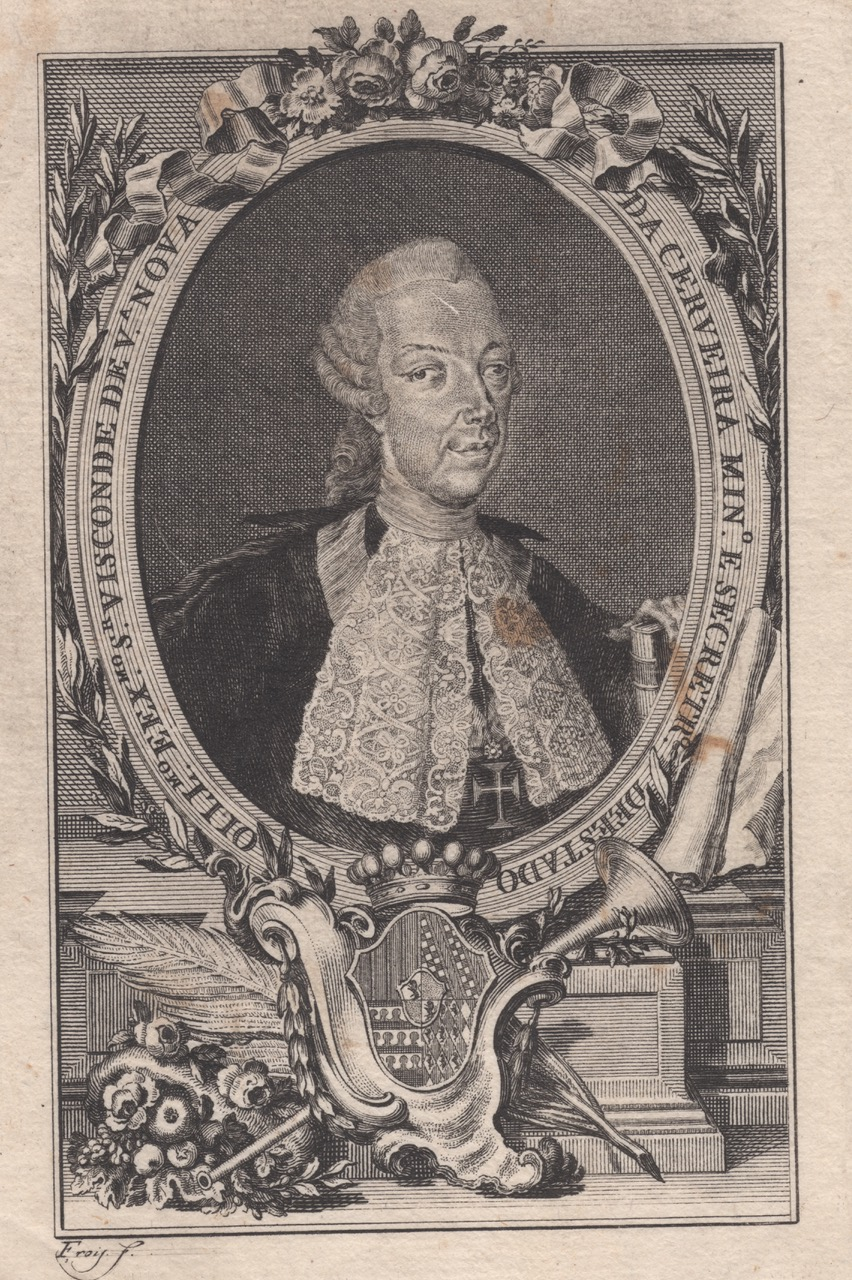
D. Tomás Xavier de Lima, Marquês de Ponte de Lima e Juiz da Irmandade.

No que à Igreja de Santo André diz respeito, por verbas inscritas nos livros de despesas, pode constatar-se que a capela-mor seria mantida pela Irmandade, enquanto as restantes obras seriam custeadas a meias com a Colegiada e as restantes irmandades. O primeiro averbamento de despesas que o arquivo conserva refere uma despesa feita com as “obras que se fizerão como foi o arco da pia do batismo, Caza do Cabido e escada do Coro em que entrarão com meya despeza os Reverendos Padres desta Igreja”. Do mesmo modo, os inventários demonstram que as armações da igreja, frontais, candelabros, tocheiros e demais alfaias pertenciam na sua quase totalidade à Irmandade e não à fábrica da Colegiada. Actualmente, um número considerável dos ornatos e imagens descritos nos antigos inventários ainda se encontram em uso nas funções litúrgicas que têm lugar na Real Basílica de Nossa Senhora e de Santo António, perpetuando-se, deste modo, a memória da Igreja de Santo André. 
Chegado o ano de 1911, em consequência da expulsão da Família Real, uma grande parcela do Real Edifício de Mafra ficou devoluta e sem utilização imediata. No seguimento da sessão solene de abertura do IV Congresso Internacional de Turismo, o ministro José Relvas apresentou ao governo o projecto para que fosse organizada uma exposição em Mafra, que deveria servir para preencher o programa de visitas a monumentos nacionais, que seriam apresentados aos membros estrangeiros. Em acta inscrita no arquivo da Irmandade, em 30 de Abril do mesmo ano, o juiz António Duarte da Silva informou a restante Mesa Administrativa de que José Queiroz, director do museu que se iria estabelecer em Mafra, verbalmente lhe havia feito o “pedido que diz respeito ao emprestimo temporario da meza das sessões d’esta Irmandade, afim de figurar no dito Museu, especialmente agora no seu principio”. Por resolução tomada na mesma sessão, a Mesa Administrativa determinou que, considerando que a criação daquele museu levaria a Mafra inúmeros turistas, que decerto concorreriam para a prosperidade da terra, desenvolvendo, sobretudo, a vida comercial, e atendendo a que a Junta da Paróquia, assim como a direcção do Hospital da Santa Casa da Misericórdia já haveriam acedido ao mesmo pedido, o juiz e restantes irmãos resolveram “attender gostosamente o pedido”, tendo o director do museu entregue um recibo à Irmandade pelo empréstimo da mesma mesa. Essa mesa, 106 anos depois, ainda pode ser admirada no percurso expositivo do palácio.
Um dos aspectos mais interessantes que ressaltam no historial da Irmandade é o facto de, não obstante ser a mais antiga a ser estabelecida em Mafra, no decorrer do século XIX e XX ter incorporado os bens de algumas das irmandades e confrarias que se extinguiram por falta de irmãos, tornando-se, por esse motivo, o escrínio que conserva a memória e as tradições religiosas de Mafra, assegurando, deste modo, a manutenção do património histórico-artístico legado pelas suas congéneres extintas.

### A transferência da Paróquia de Santo André para a Real Basílica de Nossa Senhora e de Santo António

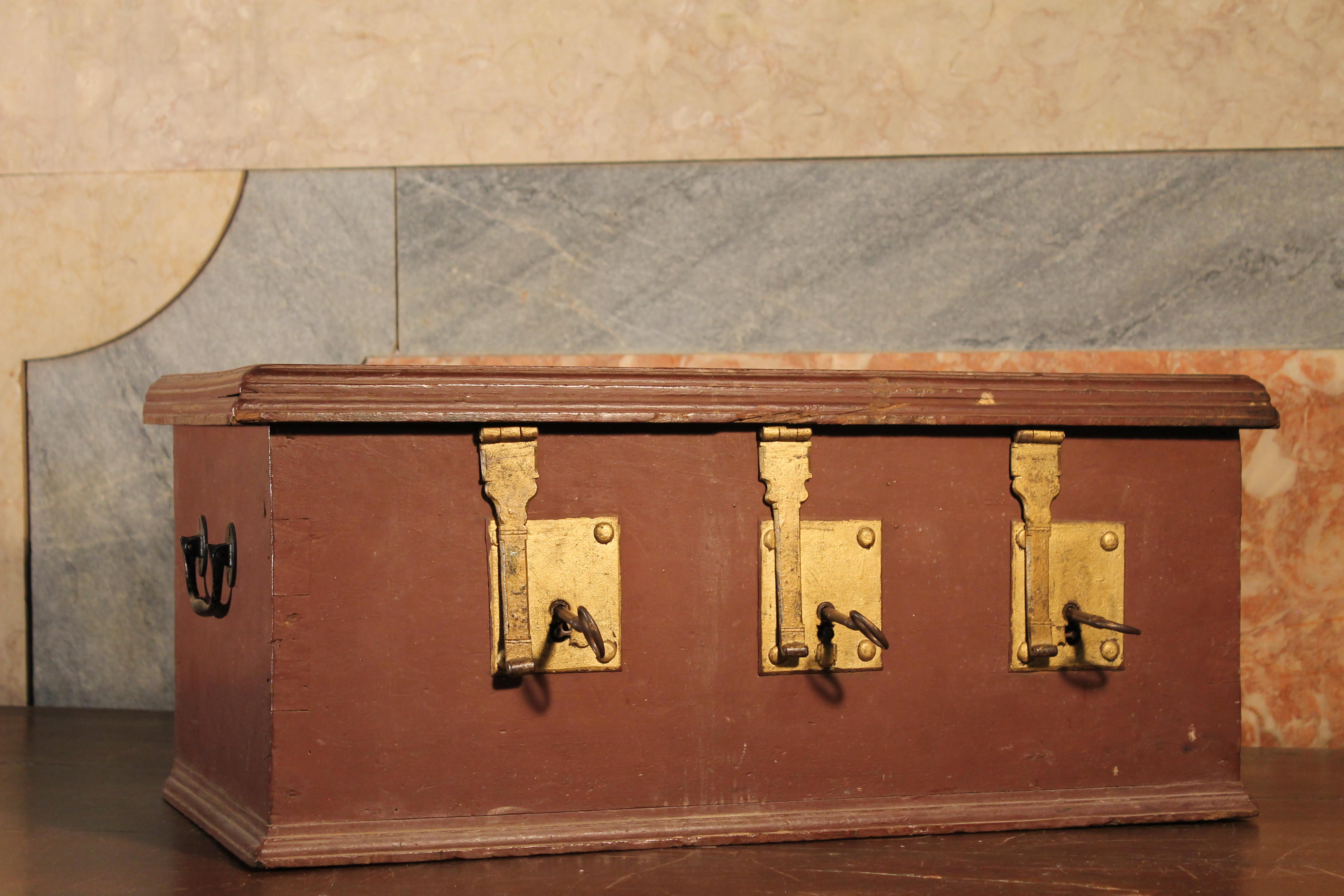
Cofre das três chaves - segunda metade do século XVIII.

Embora a Basílica fosse parte integrante do Palácio e não do Convento, a regularidade das cerimónias eram assistidas pela comunidade religiosa. Em consequência da publicação do decreto de 30 de Maio de 1834, que determinou a extinção das ordens religiosas em Portugal, a basílica terá ficado sem culto regular. No reinado de D. Maria II, a atividade da paróquia de Santo André foi transferida da igreja paroquial para a basílica, consolidando a prática de uso desta igreja pela comunidade local. De acordo com o inquérito pombalino de 1758, os paroquianos já rareavam na igreja de Santo André, sendo maioritariamente atraídos pelo novo centro da vila, a basílica. No entanto, esta informação não parece merecedora de crédito, atendendo a que a maioria da população de Mafra se encontrava a residir na vila velha, junto à igreja. Verifica-se também que as solenidades religiosas, mesmo após a transladação canónica para a basílica, continuaram a ter lugar na igreja de Santo André ao mesmo tempo que decorriam na basílica. Não obstante, como testemunha o diário de Francisco Militão de Almada Pereira, ao longo de todo o século XIX o culto terá continuado na igreja de Santo André, facto atestado por verbas inscritas nas despesas da Irmandade no ano 1849.  nas quais foram registados gastos nos arranjos dos telhados daquela igreja, despesas que se registam até à última década do mesmo século. O abandono definitivo datará de 1903, quando a ruína da abóbada da igreja já estaria iminente. 
Na manhã do dia 4 de Junho de 1835, foi baptizada a última criança na Igreja de Santo André, tendo ministrado o sacramento o Padre Manuel António de Sousa. Terminada a cerimónia, a pia baptismal foi retirada da igreja e transportada para a capela do Santo Cristo da basílica, tendo sido transportada por António Lourenço na sua carroça, e colocada no local onde ainda hoje se encontra pelo Mestre Ângelo, natural de Cheleiros. A pia baptismal que foi transferida para a basílica já não seria a original, a que eventualmente seria coeva da construção do templo, que foi condenada na visitação efectuada pelo Padre Rodrigues Bicho, e que veio a ser enterrada no terreno da igreja “por estar pouco aceiada e ser de ruim pedra”.
Nos três dias seguintes “se esteve acartando cousas para o convento”, entenda-se, os bens da paróquia, assim como os da Irmandade do Santíssimo Sacramento, e no dia 6 foram preparados cinco andores. Para a função da transferência das imagens, a basílica foi armada com os ornatos de primeira ordem. À noite foram acessas fogueiras na praça do Real Edíficio, tocaram os carrilhões, foi contratada música de orquestra em Torres Vedras, como era habitual nas festas saloias, e foram lançados foguetes. 

Membros da Irmandade antecedidos pelo Cardeal-Patriarca de Lisboa, D. Manuel II, 1930.

Chegado o dia 7, dia do Espírito Santo, tudo foi preparado com a maior pompa possível. De acordo com o que relata Francisco Militão, com pouco gosto dos paroquianos, a procissão saiu de Santo André para a basílica pelas 11 horas da manhã, tendo assistido o vigário da vara, escrivão e meirinho, assim como um numeroso concurso de padres de fora e todos os da terra. Na frente do cortejo saiu o andor de São Sebastião seguido de São Miguel, Nossa Senhora das Dores, Nossa Senhora da Graça e, finalmente, Santo André, tendo o último sido transportado pela Irmandade do Santíssimo Sacramento. Atrás dos andores seguia o clero, o pálio, a orquestra de Torres Vedras e uma grande quantidade de povo. O préstito terá chegado ao convento ao meio dia, com toque dos carrilhões e foguetes. De seguida foi feita exposição solene do Santíssimo Sacramento, após a qual houve missa e festa todo o dia. 
A Câmara Municipal de Mafra, no mesmo ano de 1835, após a transferência da paróquia, escreveu uma carta de agradecimento à Rainha D. Maria II, na qual, em nome do povo de Mafra, relatou à soberana a cerimónia da transferência e tomada de posse da basílica, assim como agradeceu à mesma soberana a decisão de “dar para Parochia o Magnifico, e Magestoso Templo do extinto e Real Convento de Mafra”. Dois anos depois, em 1837, o órgão da igreja de Santo André viria a ser transferido para a igreja do Sobral da Abelheira, tendo a respectiva entrega sido efectuada pelo escrivão da Câmara de Mafra, Francisco Miguel da Silva. Em 18 de Novembro de 1858, Joaquim Possidónio Narciso da Silva, arquitecto da Casa Real, terá estado na igreja de Santo André para efectuar o levantamento arquitectónico do edifício. No entanto não é conhecido o paradeiro deste levantamento.
Em 1866, a Irmandade recebeu do então Governo Civil o espólio da extinta Venerável Irmandade de Penitência da Ordem Terceira de São Francisco de Mafra (à qual pertenceram figuras como Fr. Matias da Conceição, bibliotecário do Convento de Mafra, autor da “Biblioteca Volante” e idealizador da Procissão de Penitência da Ordem Terceira de Mafra, o pintor e ilustrador Francisco Vieira Lusitano, o escultor Alessandro Giusti, italiano, Mestre da Escola de Escultura de Mafra, o escultor Joaquim Machado de Castro, João Pedro Ludovice, filho do arquitecto da Real Obra de Mafra e também ele arquitecto, e Domenico Massa, carpinteiro genovês responsável pela instalação dos sinos nas torres da Basílica de Mafra). Mais tarde, a Irmandade recebeu também o espólio da extinta Irmandade do Senhor dos Passos de Mafra, assumindo assim, em virtude da transferência desse património para a sua guarda, a missão e responsabilidade de organizar as procissões que eram levadas a cabo por essas duas irmandades – a Procissão de Penitência da Ordem Terceira de São Francisco e a Procissão do Enterro do Senhor, que eram promovidas pela primeira, e a Procissão do Senhor Jesus dos Passos de Mafra, que era realizada pela segunda.

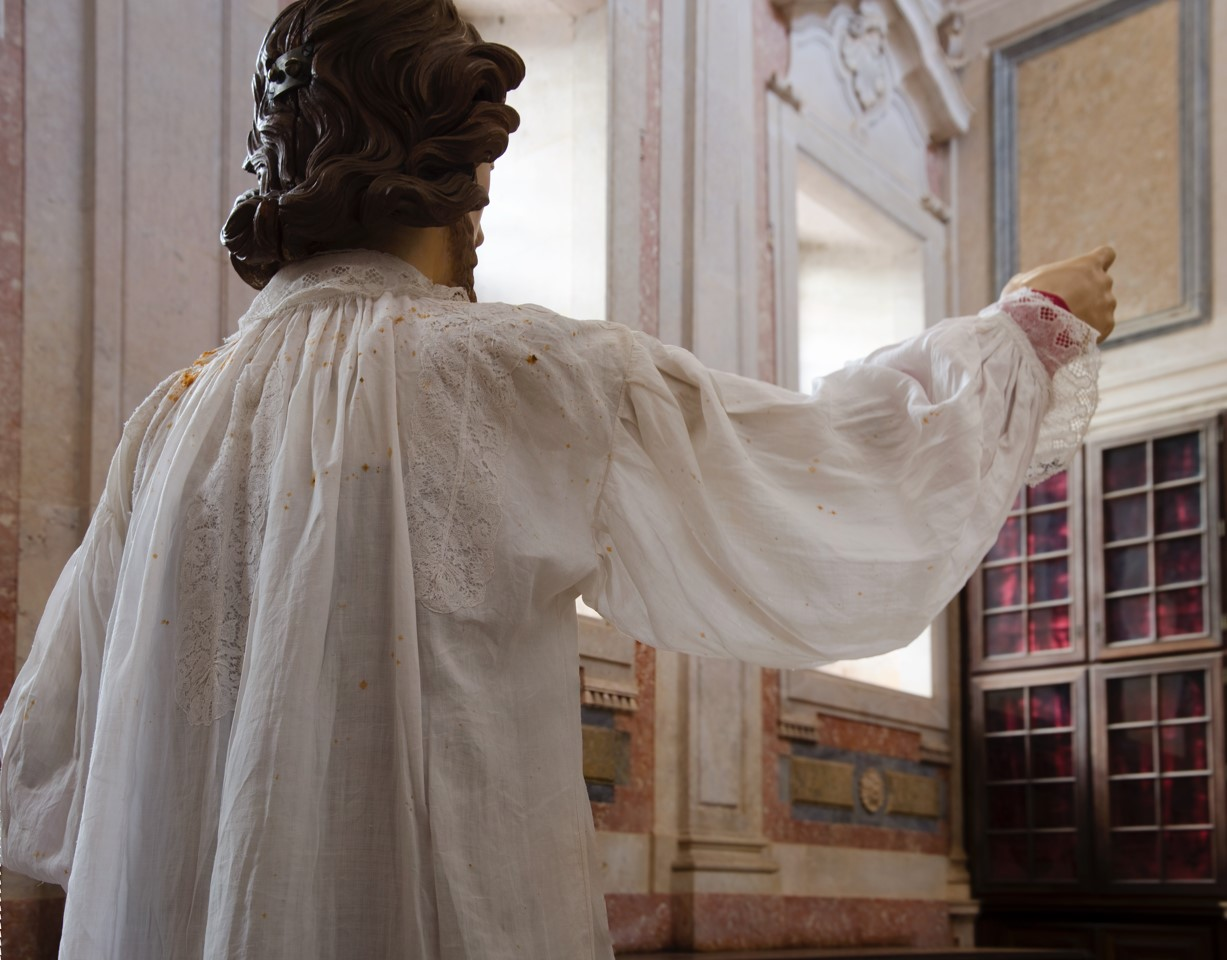
Camisa da coroação de Luís XV de França, proveniente do espólio da extinta Ordem Terceira de São Francisco de Mafra.

De acordo com informação registada no diário de Francisco Militão, o dia 16 de Fevereiro de 1886, data na qual foram celebradas exéquias solenes por alma de D. Fernando, foi “o primeiro dia em que o prior [o Padre Tomás Joaquim de Almeida] calçou meias encarnadas como capelão da Caza Real honorario”, presumindo-se que este privilégio advenha do facto de a basílica ser considerada capela real, o que eventualmente permitiria ao prior ser revestido com o privilégio referido no diário. 
Apesar da transferência de um grande número de bens para o Real Edifício de Mafra, muitos foram mantidos na igreja de Santo André, que, como já ficou dito, foi utilizada até 1903, tendo sofrido diversos melhoramentos ao longo do restante século XIX, como testemunham os livros de despesa da Irmandade. Relativamente a esse período, há que referir também a contestação de alguns populares que desejavam que a paróquia fosse restituída à antiga igreja paroquial. Na segunda metade do século XIX, graças a diversas instâncias movidas por José Maria Dias da Silva Saldanha, em diversas ocasiões juiz da Irmandade, a Escola Prática de Infantaria veio a ser instalada nas antigas dependências conventuais do Real Edifício de Mafra.
Em 1953, após o regresso da Procissão das Sete Dores de Nossa Senhora, foi entregue à Irmandade o espólio e a responsabilidade pela organização anual dessa procissão, que pertencera à extinta Irmandade de Nossa Senhora das Dores de Mafra.
Entre os membros da Irmandade constam nomes como o do Dr. Tomás de Melo Breyner, 4.º Conde de Mafra, médico do rei D. Carlos, do Dr. Carlos Galrão, insigne médico, conhecido em Mafra pela sua grande generosidade e dedicação às causas locais, e do conhecido ceramista José Franco.

## A Irmandade e os órgãos da Real Basílica de Mafra
Nas décadas que se seguiram à extinção das ordens religiosas e ao consequente encerramento do Convento de Mafra, ocorrido em 1834, houve a preocupação de se manter os órgãos da Real Basílica de Mafra em condições de serem tocados nas celebrações litúrgicas, preocupação essa a que a RVISSM não foi alheia.
É através dos arquivos da Irmandade que se consegue ter uma ideia mais concreta da actividade litúrgico-musical na Basílica de Mafra no período que sucede às Lutas Liberais.
Em 1838 foi admitido como irmão da RVISSM o organeiro Sebastião Gomes de Lemos, responsável pelos órgãos da Basílica, sendo referido, em documentação existente no arquivo da Irmandade, como residente no Palácio e isento de contribuições à Irmandade, facto muito pouco frequente nos registos desta instituição e que se afigura como uma compensação por trabalhos realizados como organeiro (e, eventualmente, como organista).
Nos diários e livros de receita e despesa conservados no arquivo da Irmandade é possível localizar diversos pagamentos a organistas, cantores e foleiros (assim como outras despesas relacionadas com a componente musical das cerimónias religiosas), feitas entre 1835 e 1880.
A análise dessa documentação permite sublinhar o papel desempenhado pela RVISSM na liturgia mafrense após a extinção do Convento, e, de um modo particular, a sua intervenção na componente musical e organística das celebrações litúrgicas ao longo do século XIX.
Ainda hoje os órgãos da Real Basílica de Mafra são tocados em celebrações organizadas pela Irmandade.

## Imagem de Nossa Senhora da Soledade

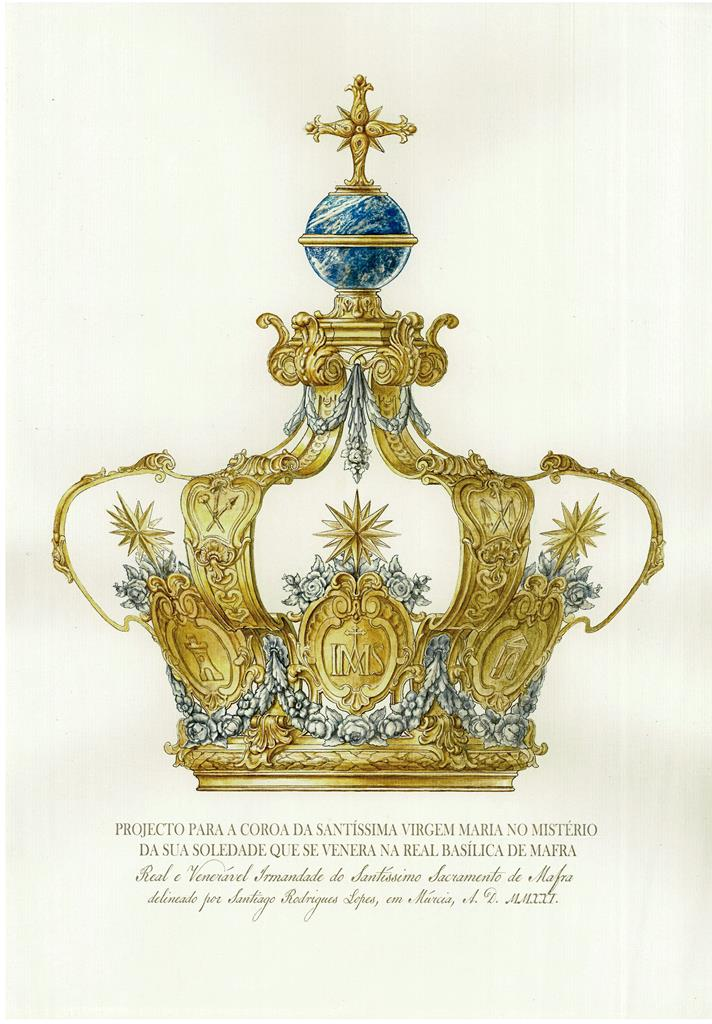
Projecto da coroa para Nossa Senhora da Soledade.

A imagem foi executada em 1773, representando a Virgem Maria entre a morte e a ressurreição de seu Filho.
Em Janeiro de 2018, durante os trabalhos de restauro do manto desta imagem, foram descobertos 7 documentos manuscritos, todos dobrados em quatro partes e cosidos aos bordados, na parte interior do manto . São 7 pedidos a Nossa Senhora da Soledade, feitos por 7 mulheres diferentes, que se presumem ser as bordadeiras e costureiras do manto.
Por decreto de 10 de Novembro de 2020, o Papa Francisco concedeu à Irmandade a coroação canónica da sua imagem de Nossa Senhora da Soledade, exposta ao culto na Basílica de Mafra, sendo esta a terceira imagem mariana portuguesa a receber essa graça pontifícia.
No dia 13 de Dezembro de 2020, para assinalar o evento e em homenagem ao Pontífice, o carrilhão da torre sul da Basílica de Mafra tocou  a Marcia Pontificale.
O projecto da coroa é da autoria do artista murciano Santiago Rodríguez López, e manufactura da mesma coube ao ourives Manuel Valera Pérez.  
Aquando da Viagem Apostólica a Portugal, realizada por ocasião da XXXVII Jornada Mundial da Juventude, na capela da Nunciatura Apostólica em Portugal, na manhã do dia 4 de Agosto de 2023, o Papa Francisco abençoou a coroa que seria imposta na imagem de Nossa Senhora da Soledade.   
A imagem de Nossa Senhora da Soledade foi coroada em 17 de Setembro de 2023, pelo Cardeal Tolentino de Mendonça, durante o IV Fórum Pan-Europeu de Irmandades e Confrarias, que em 2023 se realizou em Mafra.

## As tradicionais procissões da Quaresma

Imagem do Senhor Jesus dos Passos de Mafra.

As procissões da Quaresma na vila de Mafra são um conjunto único no país e uma das mais originais e relevantes manifestações culturais da grandiosidade e prestígio que Mafra atingiu no século XVIII. Estas cerimónias mantêm, no essencial, as características conferidas na época barroca, melhoradas ao longo dos tempos com pontuais intervenções de conservação e restauro, assim como algumas revitalizações, que constituem, por si só, capítulos enriquecedores da sua história.
Para além das ligações ao período da construção do Real Edifício de Mafra, e a destacados artistas radicados na vila, que deixaram o seu nome na História da Arte em Portugal, subsiste ainda um rico património imaterial associado a estas manifestações de piedade, preservado pela RVISSM.
Reconhecendo que estas celebrações são uma relevante expressão da cultura religiosa que faz parte da identidade local, as procissões da Quaresma de Mafra foram declaradas, pela Câmara Municipal, como Património Cultural Imaterial de Interesse Municipal.

### Procissão do Senhor Jesus dos Passos de Mafra
É uma das mais antigas expressões de piedade da vila de Mafra, tendo surgido na antiga Colegiada de Santo André de Mafra, decerto desde o século XVII. Realiza-se no segundo Domingo da Quaresma e é também conhecida como Procissão do Encontro, uma vez que era constituída por dois cortejos que se uniam a determinado momento do percurso.
A Procissão do Senhor dos Passos saía da basílica do Real Edifício de Mafra e a de Nossa Senhora tinha origem na Capela do Campo Santo, também no Real Edifício de Mafra.
Actualmente, a imagem do Senhor Jesus dos Passos parte da basílica, encontrando-se com a imagem de Nossa Senhora próximo da parte final do percurso, realizando-se depois, no final da procissão, o sermão do encontro.

### Procissão de Penitência da Ordem Terceira de São Francisco (dita dos Terceiros)
Esta procissão, que se realiza no quarto domingo da Quaresma, é representativa da solenidade e grandeza do período barroco em Portugal, sendo, do conjunto, a única que mantém os protocolos processionais inalterados desde a sua instituição por Frei Matias da Conceição, bibliotecário do Convento de Mafra. 

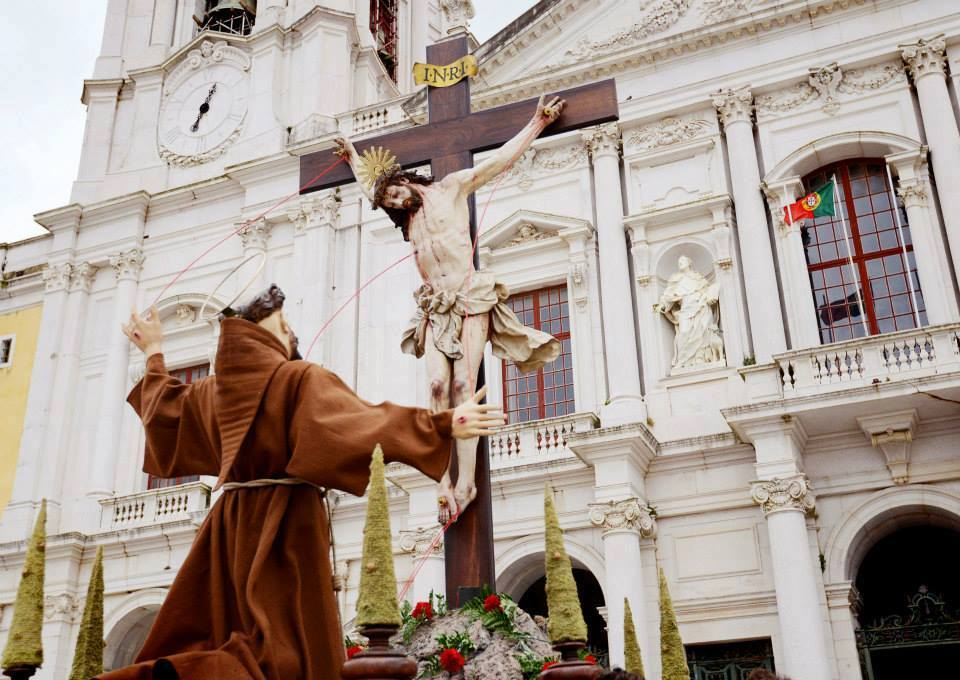
Andor da Estigmatização de São Francisco no Monte Alverne.

A primeira procissão foi realizada no dia 27 de Março de 1740, sendo, por isso, a festividade religiosa que mais directamente se relaciona com a grandiosa obra de D. João V, que foi o principal mecenas ao tempo da instituição da procissão.
As imagens dos seus 10 andores, alusivos à história dos Franciscanos, foram na sua totalidade executadas pelo escultor Manuel Dias, conhecido como “O Pai dos Cristos”. Estão, na sua maioria, revestidas com as vestes e alfaias originais adquiridas naquele tempo por João Pedro Ludovice, filho do arquitecto do Real Edifício de Mafra, por ordem de D. João V.
Faz parte do património desta procissão a camisa com a qual foi sagrado rei de França Luís XV, doada à imagem de São Luís por D. João V. Apesar de se conservar no espólio da RVISSM, esta camisa já não é utilizada nas procissões. 
A procissão é enriquecida com diversos objectos artístico-religiosos notáveis, dos quais se destaca o denominado "Sol do Apocalipse", uma peça de latão dourado, de 1740, da oficina de António Rodrigues Leão, ourives da prata da Casa Real, e a "Cruz de Penitência", uma cruz que D. João V mandou vir de Roma em 1740 e que ainda hoje é transportada por um só homem, presumindo-se que seja a maior cruz de penitência do mundo em uso regular.
A mais monumental das esculturas representa Cristo Crucificado, atribuída ao genovês Anton Maria Maragliano e oferecida à Ordem Terceira de Mafra por Domenico Massa, carpinteiro responsável pela instalação dos carrilhões nas torres da basílica .

### Procissão das Sete Dores de Nossa Senhora (dita da Burrinha)

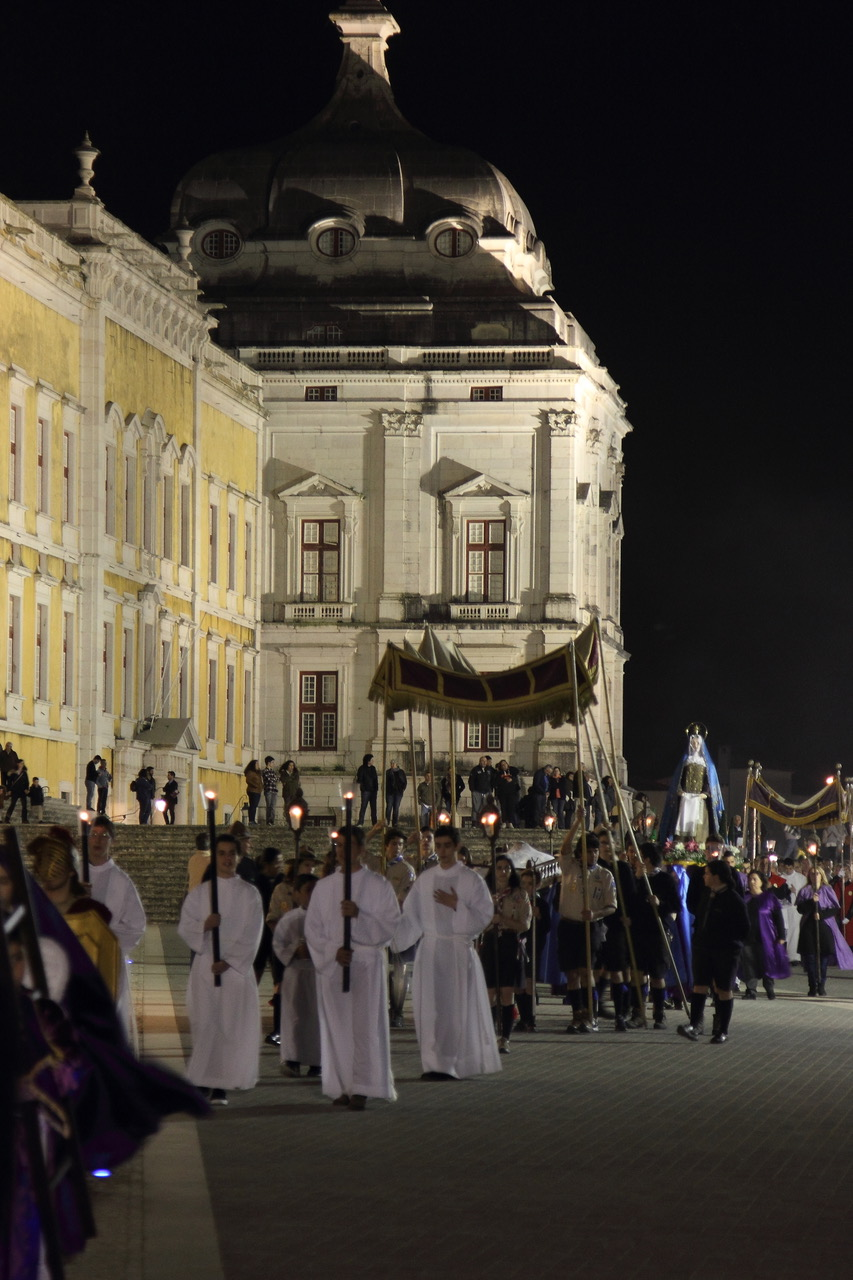
Procissão do Enterro em Sexta-Feira Santa, Mafra.

A Irmandade de Nossa Senhora das Dores, instituída em 1779 na antiga Colegiada de Santo André de Mafra, promoveu a primeira procissão no ano de 1793.
Esta procissão realiza-se no Domingo de Ramos, por ser o Domingo seguinte à Sexta-Feira da Paixão em que se celebra a Festa das Sete Dores de Nossa Senhora.
O cortejo é composto por 7 andores alusivos às 7 dores da Mãe de Jesus, e um oitavo, com a imagem de Nossa Senhora das Dores, dele fazendo parte cerca de 50 imagens, atribuídas, de acordo com Armindo Ayres de Carvalho, ao escultor Joaquim José de Barros Laborão, um dos últimos mestres da Escola de Escultura de Mafra.
O nome popular desta procissão, conhecida como a Procissão da Burrinha, tem origem no andor da Fuga para o Egito, no qual a Mãe de Jesus é representada montada numa burrinha.
A procissão foi suprimida em 1894 e retomada em 1954.

### Procissão do Enterro do Senhor
É imemorial o início da realização desta procissão, que se realiza na noite de Sexta-Feira Santa. Em 1773, a Ordem Terceira da Penitência de São Francisco procedeu ao pagamento de uma nova imagem de Nossa Senhora da Soledade, que é a mesma que ainda hoje processiona nas ruas da vila de Mafra.
Esta é uma das mais solenes procissões do conjunto, uma vez que assinala a morte de Jesus.
O cortejo fúnebre, feito em silêncio, é apenas acompanhado pelos lamentos da Verónica e das Três Marias. Esta antiga tradição mafrense é acompanhada pelo Centurião, revestido com as suas vestes originais do século XVIII, figura típica da memória popular mafrense.

## As cerimónias de Quinta-Feira Santa

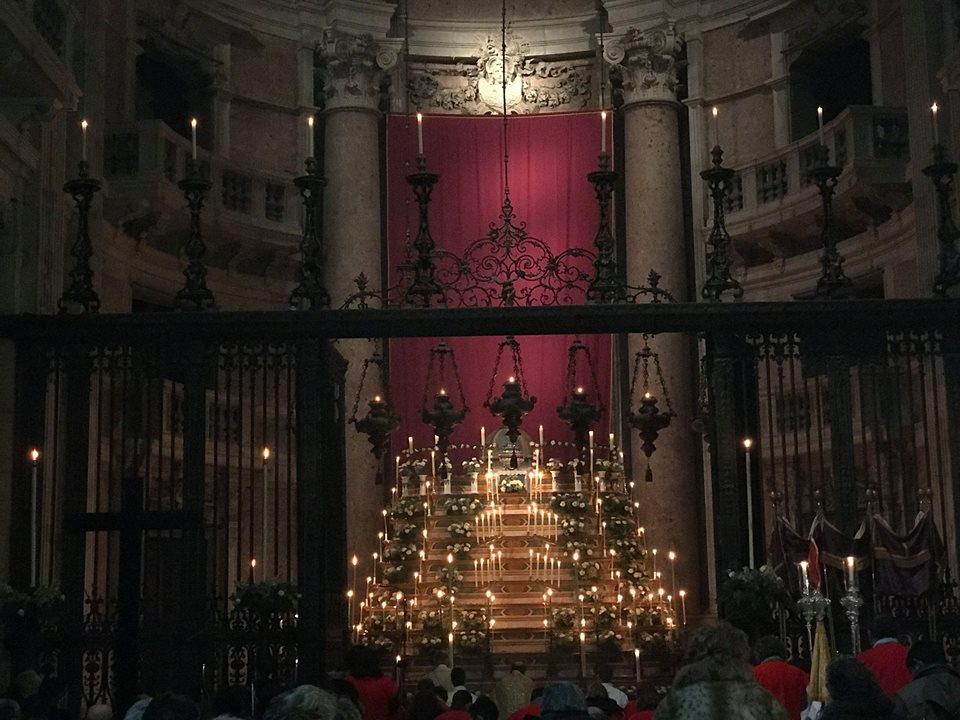
Trono da reposição do Santíssimo Sacramento em Quinta-Feira Santa, Mafra.

Na noite de Quinta-Feira Santa, no final da Missa in Coena Domini, o Santíssimo Sacramento é conduzido em procissão solene, sob umbela de prata, do altar da Real Basílica de Mafra para um monumental trono montado numa das capelas do transepto da mesma Real Basílica. Após a procissão eucarística é feita a adoração do Santíssimo Sacramento .
O trono eucarístico da Real Basílica de Mafra, em madeira de carvalho do norte, dourada e policromada, foi sujeito a uma profunda intervenção de conservação e restauro em 2018, tendo retomado a sua função cultual, por iniciativa da Real e Venerável Irmandade do Santíssimo Sacramento de Mafra e da Paróquia de Mafra, podendo ser admirado em todo o seu esplendor na noite de Quinta-Feira Santa, assim como na solenidade do Corpus Christi. 
Presume-se que a actual estrutura seja uma encomenda do segundo quartel do século XVIII, feita à imagem do trono original do reinado de D. João V, fundador da basílica. Não se tratando da estrutura do reinado de D. João V, presume-se, pelas dimensões, que este trono seja idêntico ao anterior, que era iluminado por 440 velas, correspondentes a mais de 62 arrobas de cera (cerca de 950 Kg) .
Originalmente, o trono era montado na capela da Coroação da Virgem. Actualmente, é armado alternadamente entre a supracitada capela e o altar da Sagrada Família, para nele se depositar a reserva do Santíssimo Sacramento, numa urna de prata datada de 1738. A montagem da estrutura exige, pelo menos, 10 pessoas. 

## Iniciativas
Entre 6 de Maio e 6 de Agosto de 2011 esteve patente ao público na Sacristia da Real Basílica de Mafra a exposição “Tesouros de Devoção – A Prata Grande e as Irmandades de Mafra”, organizada pela Real e Venerável Irmandade do Santíssimo Sacramento de Mafra. A exposição reuniu, pela primeira vez, peças do século XIV ao século XIX, provenientes das colecções da Irmandade do Santíssimo Sacramento, da Paróquia de Santo André de Mafra, da Santa Casa da Misericórdia de Mafra e de outras Irmandades, entretanto extintas, a que se juntou o espólio do Círio da Prata Grande de Nossa Senhora da Nazaré .
Em 20 de Julho 2019, por ocasião das comemorações da inscrição do Real Edifício de Mafra na lista do Património Mundial da UNESCO, foi organizada pela Irmandade a exposição intitulada “Os Tesouros da Irmandade”, patente ao público na Sacristia e na Sala dos Lavabos da Real Basílica de Mafra.
A Irmandade, além de promover a conservação e restauro do seu espólio, tem vindo também a apoiar o restauro de peças pertencentes ao acervo do Palácio Nacional de Mafra, designadamente, o restauro da braseira do "Fogo Novo do Sábado Santo" da Basílica de Mafra, do trono eucarístico da mesma basílica, de um dos dois báculos usados pelo Cardeal-Patriarca de Lisboa, D. Tomás de Almeida, em 1730, na sagração da basílica, e do sacrário da Capela de São Pedro de Alcântara, no interior da referida basílica. 
Em 2 de Setembro de 2021, o Palácio Nacional de Mafra / Direção-Geral do Património Cultural (DGPC) e a Real e Venerável Irmandade do Santíssimo Sacramento de Mafra assinaram um protocolo que consolida a colaboração entre ambas as entidades, materializada em diversas ações de conservação patrimonial relacionadas com o a Basílica de Mafra e o seu património material e imaterial.
A Real e Venerável Irmandade do Santíssimo Sacramento de Mafra esteve presente no Primeiro Fórum Pan-Europeu de Irmandades, realizado em Lugano, na Suíça, nos dias 15 e 16 de Fevereiro de 2020, a convite da organização, tendo sido a única entidade portuguesa a fazer-se representar. Nos anos subsequentes, tanto em Málaga(2021), Nice(2022) e Czestochowa(2024), manteve-se como a única entidade portuguesa convidada. 
Entre 16 e 17 de Setembro de 2023, o IV Fórum Pan-Europeu de Irmandades realizou-se no Real Edifício de Mafra, contando com o alto patrocínio da Presidência da República, tendo sido nomeado como Enviado Extraordinário para essa ocasião, o cardeal português D. José Tolentino de Mendonça.
Por ocasião do quinto aniversário da inscrição do Real Edifício de Mafra na lista do Património Mundial da UNESCO, a 7 de julho de 2024, a convite da Câmara Municipal de Mafra, e em parceria com o Palácio Nacional de Mafra, foi inaugurada a exposição AD GLORIAM DEI. Do Património histórico e artístico das irmandades de Mafra. A exposição propõe-se apresentar histórica e artisticamente as irmandades de Mafra, centrando a sua atenção naquela que não apenas é a mais antiga mas também a herdeira da maioria das outras: a Real e Venerável Irmandade do Santíssimo Sacramento da paróquia de Santo André de Mafra. A exposição inclui parte do património artístico da RVISSM, nos domínios da escultura, pintura, ourivesaria, metalística e têxteis, com algumas peças nunca antes expostas em contexto museográfico. No âmbito da pintura, é notável, a primeira apresentação após restauro, de um conjunto iconográfico de santos devocionais franciscanos, do segundo quartel do século XVIII, procedentes de oficinas italianas. Foi comissária científica da exposição, e catálogo, a Professora Doutora Teresa Leonor Vale. 

## Publicações
- A camisa da sagração de Luís XV e a Irmandade do Santíssimo Sacramento de Mafra, Luiz Saldanha Lopes, [et al.] - 1.ª ed. - Mafra: Irmandade do Santíssimo Sacramento de Mafra, 2016. - ISBN 978-989-20-6280-8.
- Mafra Sacra: memória & património, 1717-2017, coord. Tiago Henriques - 1.ª ed. - Sintra: Zéfiro; Mafra: Real e Venerável Irmandade do Santíssimo Sacramento da Paróquia de Santo André de Mafra, 2017 - 461, [3] p.: il.; 30 cm. - (Mafra Sacra) - ISBN 978-989-677-153-9.
- AD GLORIAM DEI : Do património histórico e artístico das Irmandades de Mafra = Historical and artistic heritage of the brotherhoods of Mafra, coord. Teresa Leonor M. Vale - 1.ª ed. Mafra: Câmara Municipal de Mafra; Real e Venerável Irmandade do Santíssimo Sacramento da Paróquia de Santo André de Mafra, 2024. - ISBN 978-972-8204-87-7 .

## Distinções
- Medalha de Mérito da Real Ordem de Santa Isabel (6 de Outubro de 2023)[75].